# Huambograszanger
De huambograszanger (Cisticola bailunduensis) is een vogel uit de familie Cisticolidae. Eerder werd deze vogel beschouwd als een ondersoort van de steengraszanger (C. aberrans).

## Verspreiding en leefgebied
Deze soort komt voor in Angola.